# Yukarıelma, Alaçam
Yukarıelma là một xã thuộc huyện Alaçam, tỉnh Samsun, Thổ Nhĩ Kỳ. Dân số thời điểm năm 2010 là 641 người.